# 切薩皮克號巡防艦 (1799年)
切萨皮克号（USS Chesapeake）是隶属于美国海军的38门火炮三桅木质快速帆船。她是美国海军最初六护卫舰之一。这些护卫舰是由《1794年海军法案》授权建造。約書亞·韓福瑞设计了这些护卫舰，并把她们当做年轻的美国海军的主力战舰。 
切萨皮克號原本被设计为44门火炮，但由于工期拖延、物资短缺和债务问题等原因，建造师約西亞·福克斯只好将她改为38门炮。1799年12月2日下水，切萨皮克号在美法短暂冲突中开始服役，之后又见证了第一次巴巴里战争 。
1807年6月22日，切萨皮克号由于拒绝了英國皇家海軍的搜索逃兵请求而遭其炮击。这次事件现在被称作切薩皮克號-豹號事件。它激怒了当时的美国民众和政府，成为后来的1812年战争的重要导火索。这次事件直接导致了切萨皮克号的指挥官詹姆斯·貝倫（James Barron）被军事法庭审判，以及美国联邦政府通過《1807年禁运法案》来对抗大英帝国。
在1812年战争的早期，切萨皮克号进行了一次巡航并俘获了五艘英国商船。但在不久以后的1813年6月1日，她从马萨诸塞州的波士顿港出发不久后就被皇家海军的夏隆號巡防艦（Shannon）俘获。随后，USS切萨皮克号更名为HMS切萨皮克号为皇家海军服务，直至1820年她彻底损坏为止。她的木材被出售，这些木材现今仍作为英格兰威克漢姆切萨皮克磨坊的一部分。

## 註解
1. ↑  For purposes of this article, Chesapeake is listed as a 38-gun ship since the majority of references use that number. Stating 36 guns are Allen,[2] Beach,[3] and Maclay and Smith.[4] Those stating 38 guns are Calhoun,[5] Chapelle,[6] Cooper,[7] Dictionary of American Naval Fighting Ships,[1] Roosevelt,[8] and Toll.[9] Fowler does not mention a rating.

## 引用
1. 1 2 3  . 美國海軍軍艦辭典. 美國海軍部歷史與遺產司令部.
2. 1 2  Allen (1909), p. 56.
3. 1 2  Beach (1986), p. 32.
4. ↑  Maclay and Smith (1898), Volume 1, p. 158.
5. ↑  Calhoun (2008), p. 6.
6. 1 2  Chapelle (1949), p. 128.
7. ↑  Cooper (1856), p. 134.
8. 1 2  Roosevelt (1883), p. 48.
9. ↑  Toll (2006), p. 107.
10. ↑  Beach (1986), pp. 30–31.
11. 1 2  Chapelle (1949), p. 535.
12. ↑  Roosevelt (1883), p. 181.